# Gabriela Gajanová
Gabriela Gajanová (* 12. Oktober 1999 in Liptovský Mikuláš) ist eine slowakische Mittelstreckenläuferin, die sich auf den 800-Meter-Lauf spezialisiert hat. 2024 wurde sie in Rom Vizeeuropameisterin über diese Distanz.

## Sportliche Laufbahn
Erste internationale Erfahrungen sammelte Gabriela Gajanová im Jahr 2015, als sie beim Europäischen Olympischen Jugendfestival in Tiflis mit 57,91 s im 400-Meter-Lauf in der ersten Runde ausschied und sich auch mit der slowakischen 4-mal-100-Meter-Staffel mit 49,28 s nicht für das Finale qualifizieren konnte. Im Jahr darauf gewann sie bei den erstmals ausgetragenen Jugendeuropameisterschaften ebendort in 2:09,43 min die Bronzemedaille über 800 Meter, wie auch bei den U20-Europameisterschaften 2017 in Grosseto in 2:07,15 min. Zudem erreichte sie dort mit der slowakischen 4-mal-400-Meter-Staffel in 3:44,46 min Rang acht. 2018 wurde sie bei den U20-Weltmeisterschaften in Tampere in 2:01,90 min Vierte und qualifizierte sich auch für die Europameisterschaften in Berlin, bei denen sie mit 2:02,57 min in der Vorrunde ausschied. Bei den U23-Europameisterschaften 2019 in Gävle wurde sie in 2:06,78 min Vierte im Einzelbewerb und klassierte sich mit der Staffel in 3:46,26 min auf dem sechsten Platz. Zudem nahm sie erstmals an den Weltmeisterschaften in Doha teil und schied dort mit 2:04,45 min im Vorlauf aus. 2020 siegte sie in 2:01,26 min beim P-T-S Meeting und im Jahr darauf schied sie bei den U23-Europameisterschaften in Tallinn mit 2:04,50 min im Vorlauf über 800 m aus und verpasste auch mit der slowakischen 4-mal-400-Meter-Staffel mit 3:45,02 min den Finaleinzug. Anschließend nahm sie erstmals an den Olympischen Spielen in Tokio teil, kam dort aber mit 2:01,41 min nicht über die Vorrunde hinaus.
2023 erreichte sie bei den Halleneuropameisterschaften in Istanbul das Halbfinale über 800 Meter und schied dort mit neuem Landesrekord von 2:01,70 min aus. Im Juni wurde sie bei der 2. Liga der Team-Europameisterschaft im Rahmen der Europaspiele in Chorzów in 1:59,92 min Dritte und wurde mit der Mixed-Staffel über 4-mal 400 Meter in 3:19,84 min Zweite im B-Lauf. Im August schied sie bei den Weltmeisterschaften in Budapest mit 2:00,39 min in der ersten Runde über 800 Meter aus. Im Jahr darauf gewann sie bei den Europameisterschaften in Rom in 1:58,79 min die Silbermedaille hinter der Britin Keely Hodgkinson. Anschließend siegte sie in 1:59,57 min bei den Paavo Nurmi Games und schied im August bei den Olympischen Sommerspielen in Paris mit neuem Landesrekord von 1:58,22 min im Halbfinale aus und löste damit Gabriela Sedláková als Rekordhalterin ab. 2025 schied sie bei den Halleneuropameisterschaften in Apeldoorn mit 2:04,95 min im Vorlauf aus.
In den Jahren von 2019 bis 2023 wurde Gajanová slowakische Meisterin im 800-Meter-Lauf sowie 2024 über 400 Meter. Zudem wurde sie 2020 Hallenmeisterin über 1500 Meter und 2023 über 400 Meter.

## Persönliche Bestzeiten
- 400 Meter: 53,67 s, 30. Juni 2024 in Banská Bystrica
  - 400 Meter (Halle): 55,32 s, 19. Februar 2023 in Bratislava
- 600 Meter: 1:26,34 min, 9. Mai 2024 in Langenthal
- 800 Meter: 1:58,22 min, 4. August 2024 in Paris (slowakischer Rekord)
  - 800 Meter (Halle): 2:01,55 min, 13. Februar 2025 in Liévin (slowakischer Rekord)
- 1000 Meter: 2:36,42 min, 25. August 2024 in Chorzów (slowakischer Rekord)
- 1500 Meter: 4:24,63 min, 5. September 2021 in Břeclav
  - 1500 Meter (Halle): 4:25,88 min, 22. Februar 2020 in Bratislava